# Ivan Lysiak Rudnytsky
Ivan Pavlovych Lysiak Rudnytsky (Ucraniano: Іван Павлович Лисяк-Рудницький, 27 de octubre de 1919 - 25 de abril de 1984) fue un historiador del pensamiento sociopolítico ucraniano, politólogo, intelectual y editor académico. Influyó significativamente en el pensamiento histórico y político de Ucrania al escribir más de 200 ensayos históricos, comentarios y reseñas. También fue editor de varias publicaciones de libros. Ha sido elogiado como uno de los historiadores ucranianos más influyentes del siglo XX. A veces se le conoce como Ivan Łysiak-Rudnytsky, pero el apellido que utilizó fue el de su madre, Rudnytsky.

## Biografía
Ivan Rudnytsky nació en Viena, Austria, donde sus padres residían como refugiados políticos de Galicia, que había sido invadida por Polonia tras su exitosa guerra contra la República Popular de Ucrania Occidental (1918-1919). Su padre Pavlo Lysiak era abogado y su madre Milena Rudnytska era profesora y política. Ambos eran conocidos activistas sociales y políticos de familias bien conectadas. En su juventud, Iván se convirtió en un intelectual que creció dentro del ambiente intensamente estimulante de la extensa familia deilustrados: Ivan Kedryn-Rudnytsky (destacado líder político y publicista), Mijailo Rudnytsky (erudito literario, crítico literario, traductor), Antin Rudnytsky (director de orquesta y compositor) y Volodymyr Rudnytsky (abogado y activista social). Sus padres se divorciaron cuando Iván tenía 2 años y desde entonces vivió con su madre, pero sus necesidades materiales para apoyar sus actividades intelectuales fueron cubiertas hasta 1953 por ambos.

### Desarrollo Intelectual
Rudnytsky comenzó su carrera académica en la Universidad de Lviv, en la Polonia de entreguerras, donde estudió derecho entre 1937 y 1939. Tras la anexión soviética de Galicia, su madre creyó que era sólo cuestión de tiempo antes de que la NKVD la arrestara, por lo que huyó con su hijo a Cracovia, Polonia y luego, en 1940, a Berlín, donde obtuvo en 1943 el título de Máster en Relaciones Internacionales en la Universidad Friedrich Wilhelm, actualmente conocida como la Universidad Humboldt. Temiendo ser descubierto por su herencia judía, huyó con su madre a Praga, Checoslovaquia, y continuó sus estudios en la Karl-Ferdinands-Universität, recibiendo su doctorado en Historia en 1945. Su asesor de doctorado fue el destacado estudioso de los eslavos, Eduard Winter. Rudnytsky realizó la defensa oral de su tesis doctoral en una calle de Praga durante un ataque aéreo antes de la ocupación soviética.
Impulsado por el deseo de combatir la influencia de los nacionalistas ucranianos, Rudnytsky se convirtió en un miembro destacado de varias organizaciones estudiantiles durante la década de 1940. Fue miembro de la sociedad estudiantil ucraniana "Mazepyneć", del Grupo de Estudiantes Ucranianos de Praga y de la Organización Nacionalista de Estudiantes Ucranianos de la Gran Alemania (junto con Vasyl Rudko y Omeljan Pritsak). Fue miembro durante un breve período de una organización conservadora y monárquica a favor del hetmanato, pero fue expulsado en 1940 por reunirse con un viejo conocido de su madre que estaba asociado con la República Popular de Ucrania, una acción que consideraron una traición política.
Finalizada la guerra, Rudnytsky asistió al Instituto de Posgrado de Ginebra, donde trabajó en su segundo doctorado. En 1949 conoció y se casó con una cuáquera estadounidense, Joanne Benton. Rudnytsky estudió intensamente inglés y en 1951 emigró a los Estados Unidos. Tras ser informado de que sería difícil conseguir una buena cátedra sin un título estadounidense, reanudó el trabajo en su segunda tesis doctoral en la Universidad de Columbia. En 1953 aceptó un puesto como profesor de historia en la Universidad de Wisconsin en Madison, luego de que se le acabaran los fondos. También fue profesor en la Universidad La Salle en Filadelfia, entre 1956 y 1967. Recibió su primer puesto permanente en 1967 en la Universidad Americana en Washington D. C. Desde 1971 hasta su muerte en 1984, fue profesor en la Universidad de Alberta en Canadá. Asimismo, fundó del Instituto Canadiense de Estudios Ucranianos (CIUS), fue miembro de la Sociedad Científica Shevchenko y de la Academia Libre de Ciencias de Ucrania.

## Enfoque del trabajo
Como resultado de su temprano interés en la filosofía trascendental alemana de los siglos XIX y XX, el principal interés académico de Rudnytsky fue el estudio de la cognición histórica. En consonancia con la perspectiva evolutiva del idealismo característico del historicismo alemán, Rudnytsky se valió de la historia para comprender el desarrollo del pensamiento sociopolítico, en especial el de Ucrania desde la mitad del siglo XIX hasta la década de 1930.
Su enfoque principal de trabajo giró en torno a los siguientes temas: 
1. El concepto y el problema de las naciones “históricas” y “no históricas.”
2. Los orígenes intelectuales de la Ucrania moderna y la estructura de la historia ucraniana del siglo XIX.
3. El problema de la intelectualidad y el desarrollo intelectual en Ucrania durante los siglos XIX y XX.
4. Galicia bajo el Imperio Habsburgo y su contribución a la lucha de Ucrania por su Estado.
5. La revolución ucraniana de 1917-21 y la Cuarta Universal en el contexto histórico del pensamiento político ucraniano, o autonomía versus independencia.
6. Ucrania dentro del sistema soviético.
7. Nacionalismo ucraniano en Galicia en el período de entreguerras.
8. Los ucranianos y sus vecinos más cercanos, los polacos y los rusos.
9. 1848 en Galicia: una evaluación de los panfletos políticos.

## Legado
Según el historiador de Europa del Este Timothy Snyder, Rudnytsky se opuso firmemente a la proposición de que Ucrania debía ser una nación homogénea, es decir, se opuso a que debía ser sólo para y sobre personas que hablaban ucraniano y compartían la cultura ucraniana. Rudnytsky creía, al igual que Mijailo Hrushevsky, en la continuidad histórica social del desarrollo de Ucrania hacia una nación democrática e independiente. También creía, al igual que Vyacheslav Lypynsky, que el destino de Ucrania era ser pluralista. La visión opuesta fue defendida por Dmytro Dontsov, quien se inspiró en el fascismo italiano  y se convirtió en la voz conservadora de extrema derecha del nacionalismo étnico ucraniano. Según Snyder, la respuesta de Rudnytsky al nacionalismo étnico ganó la discusión, tanto en Ucrania como entre los expatriados ucranianos norteamericanos, sobre lo que debería ser la nación ucraniana. En lugar de que la nación busque su legitimidad en afirmaciones históricas dudosas o en afirmaciones de una cultura homogénea, la visión de Rudnytsky se basa en que una nación es el resultado de actos políticos de compromiso dirigidos a un futuro común, por tanto, cualquiera puede participar en él.

## Obras

### Libros
- Rudnytsky, Ivan L. (1988). Essays in Modern Ukrainian History. Cambridge, Massachusetts: Harvard University Press. ISBN 9780916458195. Consultado el 21 de noviembre de 2021.
- Basarab, John; Rudnytsky, Ivan L. (1982). Pereiaslav 1654: A Historiographical Study. Edmonton: Canadian Institute of Ukrainian Studies Press (CIUS) Press, Universidad de Alberta. ISBN 978-0920862162.

Libros en ucraniano:
- Rudnytsky, Ivan L. (2019).  Hrytsak, Yaroslav; Sysyn, Frank E., eds. Щоденники [Diaries of Ivan L. Rudnytsky] (en ucraniano). Edmonton, Alberta: Canadian Institute of Ukrainian Studies (CIUS), University of Alberta. ISBN 9789663787084. Archivado desde el original el 27 de noviembre de 2022. Consultado el 21 de noviembre de 2021.
- Rudnytsky, Ivan L. (1973). Між історією й політикою: Статті до історії та критики української [Between History and Politics:Articles on the History and Criticism of Ukraine] (en ucraniano). Munich: Suchasnist.
- Rudnytsky, Ivan L. (1994).  Hrytsak, Yaroslav, ed. Історичні есе: два томи [Historical Essays: Two Volumes] (en ucraniano). Kyiv: Dukh i Litera Publishers. ISBN 5770764856.

#### Libros editados por Rudnytsky
- Rudnytsky, Ivan L.; Himka, John-Paul, eds. (1981). Rethinking Ukrainian History. Edmonton, Alberta: Instituto Canadiense de estudios Ucranianos (CIUS)  (Universidad de Alberta). ISBN 978-0920862124.
- Rudnytsky, Ivan L., ed. (1952). Mykhaylo Drahomanov : a Symposium and Selected Writings. New York: The Ukrainian Academy Of Arts And Sciences.

### Ensayos individuales
- Rudnytsky, Ivan L. (1987). Ensayos de la Historia de la Ucrania Moderna (en inglés). Edmonton, Alberta: Instituto Canadiense de Estudios Ucranianos (CIUS), Universidad de Alberta. ISBN 0-920862-47-0. Consultado el 21 de noviembre de 2021.

- Rudnytsky, Ivan L. (2014). «Varios artículos». Enciclopedia de Ucrania. Edmonton: Canadian Institute of Ukrainian Studies. ISBN 9780802034168. OCLC 724265856.
  - Drahomanov, Mykhailo 1. (WP article: Mykhailo Drahomanov)
  - Ukrainian Radical party 5. 1993. (WP article: Ukrainian Radical party))
  - Conservatism 1. 1984.
  - Nationalism 3. 1993.
  - Feudalism 1. 1984.
  - Transcarpathia 5. 1993. (WP article: Transcarpathia)
  - Lypynsky, Viacheslav. 2009. (WP article: Vyacheslav Lypynsky)
  - Masaryk, Tomáš Garrigue 3. 1993. (WP article: Tomáš Masaryk)
  - Poles in Ukraine 3. 1993.
  - Terletsky, Ipolit Volodymyr 5. 1993. (WP article: Hipolit Volodymyr Terletsky)